# Duomyia brevifurca
Duomyia brevifurca är en tvåvingeart som beskrevs av Mcalpine 1973. Duomyia brevifurca ingår i släktet Duomyia och familjen bredmunsflugor. Inga underarter finns listade i Catalogue of Life.